# Yu-Gi-Oh! World Championship Tournament 2004
Yu-Gi-Oh! World Championship Tournament 2004, in Japan uitgebracht als Yu-Gi-Oh! Duel Monsters 9: Expert 3 (遊戯王デュエルモンスターズ エキスパート3), is een computerspel voor de Game Boy Advance, gebaseerd op de Yu-Gi-Oh! franchise.

## Doel
De speler kan een deck samenstellen en duelleren tegen een groot aantal computergestuurde tegenstanders. Het spel bevat de eerste 1108 kaarten die in Japan zijn uitgebracht. Er zijn 29(28 duelisten(Duelist nummer 29 is alleen even te zien, maar kan niet bespeeld worden)) tegenstanders in het spel, waaronder bekende personages als Yugi Muto, Yami Yugi en Seto Kaiba. Elke tegenstander heeft een deck gebaseerd rond een bepaald thema.

## Gameplay
Het spel vertoond grote gelijkenissen met The Eternal Duelist Soul. Het duelsysteem gebruikt in het spel is bijna hetzelfde als in “The Eternal Duellist Soul”, op een paar details na. Zo zijn de achtergrondmuziek en geluidseffecten aangepast, en de menu’s hebben wat veranderingen ondergaan.
Het spel heeft een sterke leercurve. Als een duellist minimaal 1 exemplaar van elke kaart bezit, kan hij ervoor kiezen de kaartlimiet voor duels te overschrijden. Tegenstanders doen dit echter ook. Zo heeft het personage “Simon the Exodia duelist” drie exemplaren van alle Exodia kaarten, terwijl in normale duels een speler maar 1 exemplaar van elke kaart mag hebben.
De sterkste tegenstanders moeten worden ontsloten om tegen te kunnen spelen. Om de laatste duellist te bevechten moet een speler minimaal 15 duels meer hebben gewonnen dan dat hij er heeft verloren.

## Kritiek
Een veelgehoord punt van kritiek op het spel is de kunstmatige intelligentie van de computerstuurde tegenstanders. Deze lijken vaak al op voorhand te weten wat voor kaarten de speler gebruikt. Zo vallen ze bijvoorbeeld een dichte monsterkaart vrijwel nooit aan omdat ze al weten dat dit monster te sterk is. Ook offeren ze soms monsters op voor een soortgelijk monster of zelfs een zwakker monster.